# 마리아 테레지아 폰 외스터라이히토스카나 여대공 (1801년)
마리아 테레사 다스부르고토스카나(이탈리아어: Maria Teresa d'Asburgo-Toscana, 독일어: Maria Theresia von Österreich-Toskana 마리아 테레지아 폰 외스터라이히토스카나[*], 1801년 3월 21일 ~ 1855년 1월 12일)는 사르데냐 왕국의 군주인 카를로 알베르토의 왕비이다.
오스트리아 빈에서 페르디난도 3세 디 토스카나 대공의 딸로 태어났으며 양시칠리아 왕국의 페르디난도 1세 국왕의 외손녀이자 스페인의 카를로스 3세 국왕의 외증손녀이기도 하다. 1817년 카리냐노 대공 카를로 알베르토와 결혼하여 카리냐노 대공 부인이 되었다.
1831년 카를로 펠리체가 후사 없이 세상을 떠나면서 카리냐노 대공이 사르데냐의 국왕으로 즉위하였고 대공 부인 마리아 테레사 또한 왕비가 되었다. 1849년 남편과 사별 후 6년 뒤인 토리노에서 죽었다.

## 자녀
- 비토리오 에마누엘레 2세(1820~1878): 사르데냐 국왕, 이탈리아 국왕
- 페르디난도 알베르토 아메데오(1822~1855): 제노바 공작
- 마리아 크리스티나(1826~1827)